# Pachydactylus vanzyli
Pachydactylus vanzyli är en ödleart som beskrevs av  Steyn och HAACKE 1966. Pachydactylus vanzyli ingår i släktet Pachydactylus och familjen geckoödlor. Inga underarter finns listade i Catalogue of Life. Artepitet i det vetenskapliga namnet hedrar makarna Van Zyl som skickade flera upphittade ödlor till ett museum.
Denna geckoödla förekommer i nordvästra Namibia och i angränsande regioner av Angola. Den lever i kulliga landskap upp till 300 meter över havet. Exemplaren är nattaktiva och de går på marken. Habitatet utgörs av öknar. Honor lägger ägg.
För beståndet är inga hot kända. Hela populationen bedöms som stabil. IUCN listar arten som livskraftig (LC).